# Nullaki
Nullaki ist ein Ort im australischen Bundesstaat Western Australia. Er liegt etwa 37 Kilometer von Albany und etwa fünf Kilometer von Denmark entfernt. Der Ort befindet sich im traditionellen Siedlungsgebiet des Aboriginesstamms der Mineng.
Nullaki wurde 1935 zur Stadt ernannt.

## Geografie
Nullaki liegt zwar deutlich näher an Denmark als an Albany, gehört aber noch zur LGA City of Albany. Östlich des Ortes liegen Lowlands und Youngs Siding.
Nullaki liegt auf der Nullaki-Halbinsel und bedeckt diese komplett. Nullaki hat im Süden eine elf Kilometer lange Küste am Indischen Ozean und im Norden eine 14 Kilometer lange Küste am Wilson Inlet. In Nullaki gibt es nur einen Strand, den Anvil Beach, denn die Südküste besteht aus hohen Klippen. Vor der Küste liegen Anvil Rock und Sphinx Rock.
Auf der Nullaki-Halbinsel gibt es die Landspitzen Rock Cliff Point, Pelican Point und Nullaki Point, der die Westspitze der Halbinsel bildet, und den 2 Bob Hill.
Die Eden Road führt als einzige geteerte Straße in den Ort. Außerdem führt der Fernwanderweg Bibbulmun Track durch Nullaki.

## Bevölkerung
Der Ort Nullaki hatte 2016 eine Bevölkerung von 31 Menschen, davon 50 % männlich und 50 % weiblich.
Das durchschnittliche Alter in Nullaki liegt bei 43 Jahren, fünf Jahre mehr als der australische Durchschnitt von 38 Jahren.